# Iron Man
|  | Per a altres significats, vegeu «Iron Man (desambiguació)». |

Iron Man, l'home de ferro en angles, és un personatge de ficció de còmic i un superheroi de l'Univers Marvel. S'atribueix la creació d'aquest personatge de ficció al guionista i editor Stan Lee, sent desenvolupat pel guionista Larry Lieber i dissenyat pels artistes Don Heck i Jack Kirby. Va fer la seva primera aparició en Tales of Suspense, número 39, publicat el 10 de desembre de 1962 amb data de portada de març de 1963.
El personatge és l'alter ego del multimilionari, playboy, geni de la ciència i filantrop Tony Stark, que és un magnat empresarial, es converteix en el super heroi Iron Man quan es vesteix amb la seva armadura vermella i daurada, dotada d'una tecnologia molt avançada que incorpora armes de foc i que li permet volar. Iron Man va ser membre fundador de l'equip de superherois anomenat els Venjadors i sota la seva identitat secreta de Tony Stark, el seu amfitrió al posar a la disposició de l'equip la mansió on havia crescut.
Els còmics del personatge expliquen com aquest multimilionari és ferit per una bomba i segrestat i, per escapar-se d'aquest captiveri, construeix una poderosa armadura que porta integrades moltes de les armes que ha creat la seva corporació, juntament amb alguns dispositius tecnològics de la seva invenció. Posteriorment utilitza aquesta armadura per protegir el món amb el nom d'Iron Man.
L'actor Robert Downey Jr. va encarnar-lo en la pel·lícula Iron Man (2008), que va convertir el personatge en un fenomen mundial. Downey, que va obtenir molta aclamació per la seva actuació, va repitir el paper en un cameo a L'Increïble Hulk (2008); també té papers de protagonista o destacats a Iron Man 2 (2010) i Iron Man 3 (2013), The Avengers (2012), Avengers: Age of Ultron (2015), Captain America: Civil War (2016), Spider-Man: Homecoming (2017), Avengers: Infinity War(2018) i Avengers: Endgame (2019) i riprenderà el seu paper in Black Widow (2021) al Marvel Cinematic Universe.

## Biografia de ficció

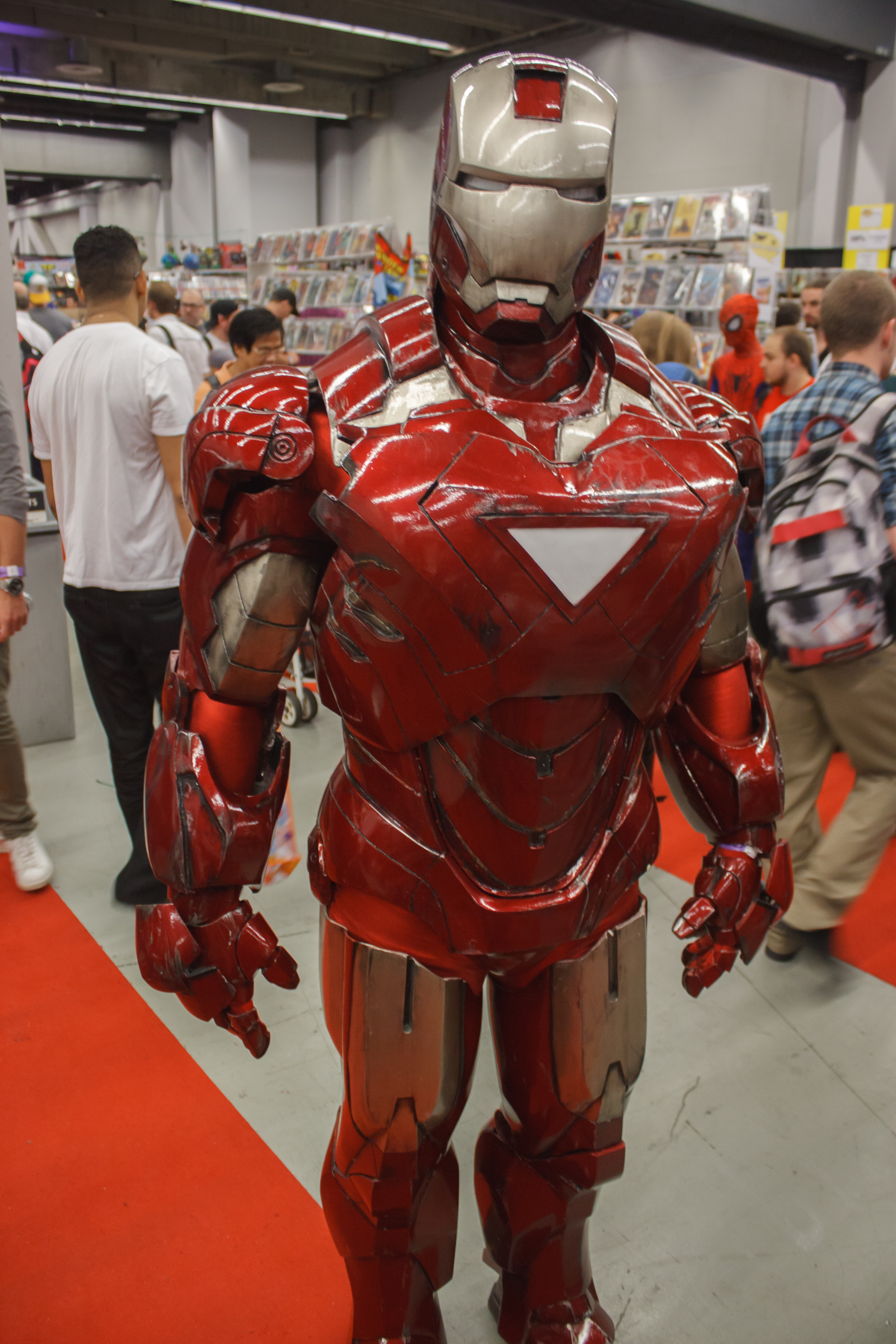
Cosplay d'Iron Man.

Tony Stark, fill de l'industrial Howard Stark i amo d'Indústries Stark, va demostrar les seves aptituds i el seu geni inventiu a una edat molt primerenca, inscrivint-se en un programa d'enginyeria electrònica de l'Institut Tecnològic de Massachusetts als 15 anys. Als 21 va heretar els negocis del seu pare i durant molts anys va dirigir el complex industrial multimilionari, dedicat principalment a la indústria d'armament i munició per al Govern dels EUA. En el còmic original, Stark és enviat al Vietnam per supervisar una de les seves armes sobre el terreny. Un cop allà és atacat per una banda de comunistes armats liderats per Wong-Chu. Durant l'atac, és ferit per una bomba i és capturat. Wong-Chu, el líder comunista, l'informa que, en una setmana, la metralla de la bomba arribarà al seu cor i el matarà. Aquest li ofereix un tracte: si construís una arma poderosa per a la guerrilla comunista, permetria que Stark fos operat. Stark és portat a un petit taller amb un altre captiu, el famós físic Ho Yinsen, guanyador d'un Premi Nobel de Física.

### Primera Armadura
Amb l'ajuda de Ho, Stark va construir una armadura electrònica equipada amb armament ofensiu. També contenia un aparell semblant a un marcapassos, que permetia que el cor de Stark continués bategant, malgrat ser afectat per la metralla. Mentre carregaven elèctricament el vestit, moment en què Stark es trobava indefens, Wong-Chu va anar a investigar al laboratori. Yinsen es va sacrificar donant-li a Stark el temps necessari perquè la seva armadura es carregués. Stark va venjar la mort del seu company i va destruir el campament de Wong-Chu abans de fugir a la jungla. James Rhodes, un pilot de la Marina dels EUA havia estat abatut en plena jungla en el curs d'una missió de reconeixement, quan es va trobar amb Iron Man. Després de lluitar amb la guerrilla, Stark va recarregar la seva armadura amb les bateries de l'helicòpter. Després de destruir una base de coets, van aconseguir arribar fins a una base nord-americana.

### Iron Man i Els Venjadors
De tornada als EUA, Stark va redissenyar la seva armadura, reduint la placa pectoral -que havia de portar permanentment perquè el seu cor continués bategant- i va donar publicitat a la creació de l'armadura. Al principi, Stark va utilitzar la seva identitat d'Home de Ferro per combatre espies i criminals que amenaçaven les Indústries Stark. Més tard, va estendre les activitats del seu àlter ego per combatre tota persona o organització que amenacés la seguretat dels EUA a tot el món, convertint-se en un membre fundador dels Venjadors, donant fins i tot la seva Mansió de Manhattan perquè servís de caserna general al grup. En aquella època Stark li va explicar el funcionament de S.H.I.E.L.D. a Nick Fury i el va convèncer perquè el liderés.
Amb els anys, Stark va anar modificant i millorant el disseny de la seva armadura. També es va sotmetre a un trasplantament de cor per no veure's obligat a portar la placa pectoral metàl·lica. Així mateix, per raons morals, va decidir no fabricar armament i dedicar la seva indústria a altres àrees tecnològiques canviant el nom per Stark Internacional. Iron Man es va veure embolicat amb els Venjadors en la guerra Kree-Skrull. A la seva tornada va fundar els Illuminati, una estructura secreta dins de la comunitat de super herois que havia de protegir el planeta d'amenaces extraterrestres.

### Iron Man i l'alcohol
Durant aquell període el veritable enemic de Stark va ser l'alcohol. La segona vegada que va sucumbir a l'alcoholisme, i com a resultat de les maquinacions d'Obadiah Stane, va perdre la seva companyia i la seva fortuna, fins i tot totes les armadures d'Iron Man, excepte una. Durant aquell temps va ser James Rhodes, que treballava per a Stark i era el seu pilot privat i confident, que va portar l'armadura i va actuar com a Home de Ferro. Stark va decidir que, encara que mai no es curés realment del seu alcoholisme, no podia renegar de les responsabilitats de ser Iron Man. Després de derrotar Stane va aconseguir recuperar la seva fortuna, però va decidir no reclamar la seva companyia i fundar-ne una de nova: Empreses Stark, situada en Silicon Valley, Califòrnia. Ràpidament es va convertir en una empresa innovadora i d'èxit.
Reassumint la seva carrera com a defensor del bé, Stark s'uniria a la nova divisió dels Venjadors de la Costa Oest, liderats per Ull de Falcó. Alhora s'esforçaria a recuperar la seva fortuna, centrant-se en l'àrea de l'exploració espacial. Tanmateix, la mort de Morley Erwin faria que la seva germana Clytemnestra tornés contra ell.
Clytermnestra vendria Stark a IMA per acabar morint en el seu intent d'acabar amb Iron Man. Rhodes, al contrari, romandria fidel a Stark i encara que vestiria de nou ocasionalment l'armadura d'Iron Man, cert incident en el qual va estar a punt de morir abrasat el convenceria d'aparcar l'armadura pel seu propi bé.
Mentre Tony es trobava en tràmits per adquirir la companyia Accutech, va ser objecte de sabotatge del Fantasma, un mercenari que odiava els industrials. Així mateix Espia Mestre, el veterà enemic de Stark, dirigiria la seva atenció cap a Accutech, infiltrant-se en Empreses Stark abans que el Fantasma donés bon compte d'ell. Tony s'immisquiria de nou en els plans de Justin Hammer quan va proveir d'emparar a Force (Clayton Wilson), un assalariat d'Hammer que buscava reformar-se. Stark manegaria la presumpta mort de Force, facilitant-li una nova identitat com el científic investigador Carl Walker. Stark també es creuaria per aquella època amb el nou Torb, Donnie Gill, un altre dels operatius especials d'Hammer que acceptaria l'oferta de Stark per posar-se al costat del bé.
Requisant l'armadura de Força, Tony es va disposar a analitzar-la. Per a la seva sorpresa, en ella trobaria molta tecnologia familiar, basada en els seus propis dissenys de l'armadura d'Iron Man. Amb l'ajuda de la perícia informàtica de l'Enginyer Abe Zimmer i de Scott Lang, Stark assaltaria els registres informàtics d'Hammer descobrint que l'Espia Mestre havia robat alguns dels plànols de les seves invencions i que per mitjà de Justin Hammer havien arribat al món criminal, sent utilitzat amb finalitats delictives i fins i tot mortals, va decidir posar fi a aquesta situació. Creant un virus especial es va dedicar a recuperar la seva tecnologia robada i deixar-la inservible. Per a això es va enfrontar a diversos super criminals, arribant fins i tot a matar accidentalment l'Home de Titani II en el curs de les anomenades Guerres de les Armadures (o Armor Wars), i a atacar la Volta enfrontant-se al Capità Amèrica. Per això el govern dels Estats Units, va decidir declarar a Iron Man fora de la llei i va ser expulsat dels Avengers.
Les accions reiterades criminals d'Iron Man, farien que l'exèrcit recorres a Edwin Cord que els acabaria facilitant l'única armadura posseïdora de tecnologia inspirada en els dissenys de Stark que aquest no havia aconseguit localitzar encara, la de Potència de Foc. A les ordres de Cord, Potència de Foc desafiaria Iron Man a lluitar, llançant un devastador atac sobre ell. Tony, admetent que no hi havia cap altra sortida, abandona la seva armadura dirigint-la per control remot i així, aparentment, Iron Man va semblar ser destruït per les forces del govern. De fet Stark va sobreviure i va crear una armadura nova i més sofisticada amb tecnologia més desenvolupada que la robada per l'Espia Mestre. Stark va declarar que l'antic portador de l'armadura havia mort i que ara una altra persona la vestia. Aquest "nou" Iron Man aviat engrossiria les files dels Venjadors, molts dels quals van descobrir l'estratagema de Stark immediatament, confessant-los temps després que dins de l'armadura es trobava el mateix home.
Segons els negocis de Tony anaven prosperant, aquest s'embarcaria en relacions de diversa durada amb dones com Brie Daniels, Rae Lacoste i Kathleen Dare sense preocupar-se de res més que de mantenir el seu estil de vida, aquest fet hauria estat a punt de resultar-li fatal. Algun temps més tard, Stark va rebre un tret per Kathleen Dare, una antiga xicota mentalment inestable. La bala el va ferir greument i va quedar paralitzat de cintura cap avall. Atrapat en una cadira de rodes, l'armadura va oferir per a ell un alliberament. Aquesta dependència de l'armadura d'Iron Man li va crear greus problemes fins que al final, per mitjà d'una costosa operació li va ser implantat un microxip a la columna vertebral que li va permetre recuperar l'ús de les cames. Durant aquella època va recuperar el seu lloc en els Venjadors de la Costa Oest.
Aquest microxip cridaria l'atenció d'un dels rivals corporatius de Stark, Kearson DeWitt, que allotjava cert ressentiment cap a Tony sense que aquest ho sabés. Portat a la fallida per Desmond Marrs de la Corporació Marss, DeWitt robaria el xip aconseguint el control del sistema nerviós de Stark, fent que tot el seu cos sofrís una gran tensió. Stark aconseguiria resistir-se a aquest intent de ser controlat des de l'exterior a mercè d'un encèfal-enllaç de la seva armadura, però quan va derrotar DeWitt el seu cos havia sofert tants danys que amb prou feines podia moure's. Tony llavors es va haver d'enfundar en un vestit de neurored ajustat a la seva pell per ajudar el seu cos a funcionar, encara que únicament la seva armadura era capaç de mantenir-lo amb vida amb certa fiabilitat.
Buscant ajuda a la Xina, recorreria al Doctor Su Yin però el govern xinès posaria com a condició per ajudar-lo que Stark enviés Iron Man a batre's amb el Mandarí, ja que aquest havia format una aliança amb Fing Fang Foom, el drac Makluan, i la seva gent. Rhodes s'enfundaria de nou l'armadura, esperant estalviar a Tony la baralla, però va ser derrotat. Llavors Tony va pensar a utilitzar una unitat de telepresència que li permetés lluitar a distància, però finalment va haver de vestir de nou la seva armadura per poder derrotar el Mandarí i els seus dracs.
Durant una missió amb els Venjadors per detenir la Guerra Kree-Shi'ar que havia amenaçat el Sistema Solar, Iron Man va descobrir horroritzat com la Intel·ligència Suprema havia orquestrat la matança del seu propi poble. Desobeint les ordres del Capità Amèrica, Iron Man lideraria en aquella ocasió un grup de venjadors renegats amb la intenció d'executar la Intel·ligència Suprema. Després, es disculparia davant del Capità Amèrica i ambdós intentarien reparar la seva relació personal. Mentre la salut de Tony es deteriorava cada vegada més, aquest construiria l'armadura de Màquina de Guerra i recuperaria les possessions que Stane li havia arrabassat del seu actual propietari, Justin Hammer. Tanmateix, el seu cos va acabar rebutjant l'implant sucumbint a una fallada nerviósa global i, a punt de morir va ser col·locat en estat de criogenització. Rhodes, ignorant que Stark continuava viu, va assumir llavors el control de les indústries de Stark acceptant la petició, la seva última voluntat, que aquest li feia en un enregistrament.
Quan finalment es va recuperar, i després de la marxa d'un enutjat Jim Rhodes, que va deixar Industrias Stark i es va convertir en Màquina de Guerra, va assumir de nou el mantell d'Iron Man. Més tard Rhodes i Stark acabarien arreglant la seva amistat. Inmortus, el senyor del temps, va començar a manipular Iron Man a través del seu nou sistema nerviós, per usar-lo contra els Venjadors. Iron Man llavors va ajudar amb la dissolució dels Venjadors de la Costa Oest, i la formació de Força de Xoc al seu lloc, sota la seva supervisió.
Sota el control d'Inmortus, Iron Man es convertiria en una amenaça i va acabar enfrontant-se a un Tony Stark més jove procedent d'una altra dimensió. Durant el combat ambdós herois es van ferir mortalment l'un a l'altre, abans de morir-se va intentar redimir-se salvant la vida del seu jove jo i aplanat el camí per al pròxim Iron Man. El nou Home de Ferro es va acabar sacrificant per derrotar Onslaught al costat de diversos altres herois. Així va ser enviat a l'univers de butxaca creada per Franklin Richards. En tornar d'aquest univers a l'univers original, el Tony Stark original, tal com era abans dels seus problemes nerviosos, i amb tots els seus records previs a la seva mort, va ser recreat per Franklin Richards. Amb Empreses Stark comprada per la Corporació Fujikawa, va decidir crear una nova firma: Solucions Stark, com una societat de consulta tecnològica i va reassumir la identitat d'Iron Man i la seva afiliació com a venjador.
Durant una aventura, Iron Man va salvar la intel·ligència artificial de la seva antiga companya venjadora Yocasta a la seva armadura, passant-la posteriorment als sistemes informàtics de la seva mansió. Però els sistemes de l'armadura es van veure infectats per l'Imperatiu Ultrón, que unit a un accident va provocar que l'armadura desenvolupés la seva pròpia intel·ligència artificial.
Stark gairebé va morir en la confrontació que va seguir amb l'armadura, però finalment, l'armadura es va sacrificar per salvar Stark, reemplaçant el seu cor, danyat en el combat, per un cor artificial, que ha de recarregar periòdicament. Després d'això, Stark va passar a usar armadures menys avançades. Poc després, va recuperar Empresas Stark.
Més tard, els Venjadors van enviar a presó a Red Skull que, amb la identitat de Dell Rusk, s'havia convertit en Secretari de Defensa dels Estats Units. Stark es va convertir en el nou secretari.
Algun temps després, els Venjadors van ser atacats des de dins per la bogeria de la Bruixa Escarlata provocant la dissolució del grup, però passat un temps una fuga massiva va obligar a la intervenció d'alguns herois entre els quals es trobaven el Capità Amèrica i Iron Man i van fundar els Nous Venjadors.
Maia Hansen li va demanar ajuda després de descobrir que el director del seu projecte s'havia suïcidat després de vendre el virus Extremis i va acceptar sotmetre's al virus per millorar el seu cos i derrotar l'amenaça. Stark va descobrir que Maya també havia participat en la venda del virus a un terrorista i la va detenir.

### Iron Man i la Civil War
Recentment, Stark va intentar evitar que s'aprovés l'Acta de Registre Súper humà, però sabent que s'acabaria aprovant, es va reunir amb els Illuminati per intentar que els super herois es posicionessin conjuntament a favor de la llei. El grup, que ja havia tingut diferències a causa de la decisió d'enviar Hulk lluny de la Terra, va acabar dissolent-se després de la marxa de Namor i l'oposició del Doctor Estrany i Llamp Negre. La catàstrofe de Stamford amb l'explosió de Nitre en un reality xou protagonitzat pels Nous Guerrers, va provocar l'aprovació de l'Acta i l'enfrontament entre els herois. Iron Man es va comprometre davant del president a capturar el Capità Amèrica, convertit en fugitiu per negar-se a liderar als Venjadors en la captura dels dissidents.
Iron Man es va desemmascarar públicament com a mostra de bona voluntat abans de l'aprovació de la llei i va convèncer a Spiderman perquè fes el mateix, però Spiderman acabaria unint-se als rebels en descobrir els beneficis de Stark durant el conflicte i que els detinguts eren portats a la Zona Negativa. Tony pactaria una aliança amb el Baró Zemo i els seus Thunderbolts, començant a allistar dolents al servei del govern. A més també orquestraria secretament una guerra entre els USA i Atlantis, creient que així convenceria a més herois a registrar-se, unint-se al seu bàndol. Després de diversos enfrontaments entre els super herois pro registre i els Venjadors Secrets del Capità Amèrica, aquest es va adonar que no defensava l'opinió del poble americà i, abandonant la seva màscara, es va entregar a les autoritats com Steve Rogers, posant fi a l'anomenada Guerra Civil.
Aviat el Capi seria assassinat per agents del Red Skull mentre es trobava pres, per a desesperació de Stark.
Stark, en aquells dies director de SHIELD després de l'abandonament de Nick Fury, va acceptar la proposta de Maria Hill de substituir-la com a Director de SHIELD i va posar en marxa la Iniciativa dels Cinquanta Estats. Poc després va demanar a Carol Danvers que liderés un nou grup de Venjadors. Tanmateix, Spiderman i altres dissidents continuen avui dia oposant-se a l'Acta de Registre de Súper humans, conformant un grup propi de venjadors fora de la llei.

## Fites Importants
- Debuta l'armadura vermella i daurada (Tales of Suspense #48, 1963)
- Viatjant a Camelot amb el Dr. Mort (Iron Man #149-150, 1981)
- Sucumbeix a l'alcoholisme (Iron Man #167-182, 1983-1984)
- Jim Rhodes es converteix en Iron Man (Iron Man #169-199, 1983-1985)
- Tony Stark retorna com a Iron Man en armadura vermella i platejada (Iron Man #200, 1985)
- Lluita a les guerres d'armadures (Armor Wars) contra dolents amb armadura (Iron Man #225-231, 1987-1988)
- Viatja de nou a Camelot amb el Dr. Mort (Iron Man #249-250, 1989)
- Manipulat per Kearson DeWitt en la guerra d'armadures II (Armor Wars II) (Iron Man #258-266, 1990 -1991)
- James Rhodes s'assumeix com a Iron Man (Iron Man #284, 1992)
- Tony Stark torna a ser Iron Man de nou (Iron Man #289, 1993)
- Ajudat per Treballs de Força (Force Works) (Force Works #1, 1994)
- Temps viatjat amb el Dr. Mort (Iron Man #11, 1997)
- Retornat de Contra Terra (Iron Man #1, 1998)
- Revelat com a membre de Hell Fire Club (X-Men #73, 1998)
- L'armadura es torna sensible, mata Whiplash (Iron Man #26-30, 2000)
- Ultron pren el control de l'armadura (Iron Man #46-49, 2001-2002)
- Secretari de Defensa (Iron Man #73-78, 2003)
- Infiltra els Thunderbolts com a Home de Cobalt (Avengers/Thunderbolts #1-6, 2004)
- Ajudat pel nou grup de Venjadors (New Avengers #1, 2005)
- Director de S.H.I.E.L.D. (Civil War #7, 2007)

## Iron Man al cinema
- Iron Man (2008) Primera pel·lícula en solitari.
- L'increïble Hulk (2008) Cameo al final.
- Iron Man 2 (2010)
- The avengers (2012)
- Iron Man 3 (2013)
- Avengers: Age of ultron (2015)
- Captain America: Civil War (2016) Antagonista.
- Spider-Man: Homecoming (2017) Personatge secundari.
- Avengers: Infinity War (2018)
- Avengers: Endgame (2019)
- Black Widow (2021)